# Vidua funerea
La viuda sombría (Vidua funerea) es una especie de ave paseriforme perteneciente a la familia Viduidae. Es una especie no amenazada según la IUCN.

## Hábitat y localización
Está muy extendida por toda África, localizándose así en países como Angola, Burundi, Camerún, República del Congo, República Democrática del Congo, Guinea-Bissau, Malawi, Mozambique, Nigeria, Sierra Leona, Sudáfrica, Suazilandia, Tanzania, Zambia y Zimbabue. Su hábitat natural es la sabana.